# Bifidochaetus
Genre
Bifidochaetus est un genre de gastrotriches de la famille des Chaetonotidae.

## Liste des espèces
Selon World Register of Marine Species (28 juin 2025) :
- Bifidochaetus arcticus Kolicka & Kisielewski, 2016 - espèce type
- Bifidochaetus veronicae (Kånneby, 2013)

## Systématique
Ce genre a été décrit en 2016 par Małgorzata Kolicka (d) et Jacek Kisielewski (d) dans une publication coécrite avec Mirosława Dabert (d), Jacek Dabert (d) et Tobias Kånneby (d). Son espèce type est Bifidochaetus arcticus.

## Publication originale
- (en) Małgorzata Kolicka, Miroslawa Dabert, Jacek Dabert, Tobias Kånneby et Jacek Kisielewski, « Bifidochaetus, a new Arctic genus of freshwater Chaetonotida (Gastrotricha) from Spitsbergen revealed by an integrative taxonomic approach », Invertebrate Systematics, CSIRO Publishing (d), vol. 30, no 4,‎ 2016, p. 398–419 (ISSN 1445-5226 et 1447-2600, DOI 10.1071/IS16001, lire en ligne).